# Ibrahima Koné (ur. 1977)
Ibrahima Koné (ur. 6 października 1977) – malijski piłkarz grający na pozycji obrońcy.

## Kariera klubowa
Karierę piłkarską Koné rozpoczął w klubie ES Darsalam Bamako ze stolicy kraju Bamako. W 1997 roku zadebiutował w jego barwach w malijskiej Première Division. W 2003 roku odszedł do senegalskiego ASC Jeanne d’Arc z Dakaru. Grał w nim przez 3 sezony, ale nie osiągnął tam znaczących sukcesów i w 2005 roku przeszedł do albańskiego Dinamo Tirana. W 2006 roku wrócił do Mali i do 2009 roku grał w Stade Malien. W 2007 roku wywalczył mistrzostwo Mali, a w 2009 roku Puchar Konfederacji.

## Kariera reprezentacyjna
W reprezentacji Mali Koné zadebiutował w 1998 roku. W 2004 roku został powołany do kadry na Puchar Narodów Afryki 2004, na którym Mali zajęło 4. miejsce. Zawodnik był rezerwowym i nie rozegrał żadnego spotkania.